# Almodóvar del Pinar
Almodóvar del Pinar là một đô thị trong tỉnh Cuenca, cộng đồng tự trị Castile-La Mancha Tây Ban Nha. Đô thị này có diện tích là 95,03 ki-lô-mét vuông, dân số năm 2009 là 457 người với mật độ 4,81 người/km². Đô thị này có cự ly 47 km so với tỉnh lỵ Cuenca.